# Staryj Krym (Doněcká oblast)
Staryj Krym (ukrajinsky Старий Крим, rusky Старый Крым – Staryj Krym) je sídlo městského typu v Doněcké oblasti na Ukrajině. Žije v něm přibližně 5 900 obyvatel.

## Poloha
Staryj Krym leží přibližně devět kilometrů severozápadně od centra Mariupolu, správního střediska rajónu, a přibližně 90 kilometrů jihozápadně od Doněcku, správního střediska oblasti. Jeho východním okrajem protéká ze severu k jihu Kalčyk, pravý přítok Kalmiusu.

## Dějiny
První zmínka o obci je z roku 1780. Od roku 1938 má status sídla městského typu.